# Over the Hump
Over the Hump è l'ottavo album in studio del gruppo musicale euro-irlandese-statunitense The Kelly Family, pubblicato nel 1994.

## Tracce
1. Why Why Why – 3:33
2. Father's Nose – 3:18
3. First Time – 4:14
4. Baby Smile – 3:36
5. Cover the Road – 3:59
6. She's Crazy – 3:40
7. Ares qui – 3:49
8. Key to My Heart – 2:57
9. Roses of Red – 3:46
10. Once in a While – 3:47
11. Break Free – 2:37
12. An Angel – 3:44
13. The Wolf – 3:25
14. Santa Maria – 3:07